# Oraovac (Bośnia i Hercegowina)
Oraovac (cyr. Ораовац) – wieś w Bośni i Hercegowinie, w Republice Serbskiej, w mieście Zvornik. W 2013 roku liczyła 674 mieszkańców.